# Pleurotus cyatheicola
Pleurotus cyatheicola är en svampart som beskrevs av Corner 1981. Pleurotus cyatheicola ingår i släktet Pleurotus och familjen musslingar.   Inga underarter finns listade i Catalogue of Life.